# Леорінца-Шеулія
Леорінца-Шеулія (рум. Leorința-Șăulia) — село у повіті Муреш в Румунії. Входить до складу комуни Шеулія.
Село розташоване на відстані 283 км на північний захід від Бухареста, 27 км на захід від Тиргу-Муреша, 49 км на схід від Клуж-Напоки.

## Населення
За даними перепису населення 2002 року у селі проживали 169 осіб, з них 164 особи (97,0%) румунів. Рідною мовою 168 осіб (99,4%) назвали румунську.